# One Night Only (banda)
One Night Only é uma banda de "indie rock" formada em 2003, inicialmente por Mark Hayton, Daniel Parkin, Sam Ford e Kai Smith.
Alguns meses depois George Craig foi convidado para ser vocalista, porém o seu desejo era poder tocar guitarra também.
Logo após a entrada de George, Kai Smith deixou a banda. Em 2005, Jack Sails juntou-se ao grupo, se tornando tecladista e backing vocal. James Craig, irmão mais velho de George e ex-baterista da banda Joe Lean and the Jing Jang Jong, tornou-se integrante da banda depois que Sam Ford abandonou a One Night Only por motivos pessoais.
Desde o lançamento do primeiro CD Started a Fire, em 2007, a banda vem conquistando sucesso pelo Reino Unido, porém, foi apenas em 2010, graças ao clipe Say You Don't Want It com Emma Watson, que a banda estourou pela Europa e outros países do mundo.
Em 2011, a banda foi contratada pela Coca-Cola para gravar a nova música tema da marca, Can You Feel It, graças a marca a One Night Only tornou-se conhecida mundialmente.

## História
One Night Only foi formada no verão de 2003 e consistia inicialmente de Mark Hayton, Daniel Parkin, Sam Ford eKai Smith. A banda não possuía vocalista, até que George Craig, amigo do irmão de Sam, juntou-se à um ensaio do grupo. George foi convidado à ser vocalista, porém seu desejo era também tocar guitarra. Logo após, Kai Smith deixou a banda. Em 2005, o tecladista Jack Sails juntou-se ao grupo. James Craig, irmão de George, começou a fazer parte da banda em 19 de março de 2010, depois que Sam Ford a abandonou por motivos pessoais. Ao contrário do que dizem, os garotos não começaram como uma banda cover dos The Beatles e sim, iniciaram reproduzindo músicas de bandas como Blink 182, New Found Glory e também The Beatles, além de tocarem suas próprias músicas.
O nome One Night Only surgiu quando a banda, convidada para fazer uma apresentação, ainda não possuía um nome. A ideia de One Night Only (apenas uma noite), apareceu como um nome provisório, somente para aquela noite, e acabou ficando permanente. O primeiro show do grupo foi no dia 12 de dezembro de 2003, no Kirkbymoorside Memorial Hall, o qual se tornou um local popular no começo da sua carreira. A banda apareceu no programa de variedades britânico The Friday Night Project, tocando "It's About Time", seu terceiro single. George Craig também apareceu em uma novela britânica chamada Hollyoaks, na qual reproduziu uma versão acústica da mesma música.
Em 2007, o conjunto saiu em turnê com as bandas Milburn e The Pigeon Detectives. Sua primeira turnê começou em janeiro de 2008 e terminou em março do mesmo ano. Sua maior turnê foi no outono de 2008. Eles também tocaram em diversos festivais, e sua última turnê foi em 15 de junho de 2010.
Em 2011, a banda foi convidada pela Coca-Cola para gravar uma música, com o nome de Can You Feel It, para o comercial do produto. O comercial foi inicialmente exibido apenas na Alemanha, mas foi expandido para o mundo todo logo em seguida, deixando a banda mundialmente conhecida. A fama trazida pela propagando, acarretou no lançamento de seu 6º EP, com versões acústicas de algumas músicas do segundo álbum, como Forget My Name, Chemistry e Say You Don't Want It, incluindo o sucesso Can You Feel It, e dois video clipes, além da participação da banda em vários festivais de música realizados pela Coca-Cola.
Atualmente a banda está gravando seu terceiro álbum, sem nome nem data de lançamentos definidos. 
Started a Fire (2007-2008)
Seu álbum de estreia, Started a Fire foi produzido pelos estúdios RAK, no distrito de St John's Wood em Londres de agosto a setembro de 2007. O disco foi produzido por Steve Lillywhite, mais conhecido por seu trabalho com a banda U2.
You and Me foi seu single de estreia, lançado em outubro de 2007. O single falhou em entrar no Top 40 da tabela do Reino Unido, alcançando ao invés disso, a posição #46. Just For Tonight, o segundo lançamento do álbum, alcançou maior sucesso, atingindo a posição #9 no UK Singles Chart. O single foi lançado no dia 28 de janeiro de 2008, uma semana antes do álbum, que saiu dia 4 de fevereiro de 2008. It's About Time, o terceiro single a ser lançado, no dia 28 de abril de 2008, não conseguiu alcançar o sucesso de Just For Tonight, aparecendo na posição #37. No dia 7 de julho de 2008, saiu um re-lançamento de You and Me, ficando em primeiro lugar por 5 semanas no UK Indie Chart.
One Night Only (2008-2010)
O total de 25 músicas inéditas foram escritas após o lançamento de Started a Fire. Previsto inicialmente para sair no verão de 2009, o lançamento do álbum auto-intitulado finalmente aconteceu no final de agosto de 2010. Ele foi originalmente definido para incluir canções novas como “Intention Confidential”, “A Thousand Dreams” e “Daydream”, as quais foram tocadas em sua turnê em outubro juntamente com “Live It Up” e “Hurricane". No fim, nenhuma das músicas previstas compuseram a tracklist final, só foi conferido a "Daydream" e "Hurricane" o papel de B-side e de faixa bônus no iTunes, respectivamente. O final da gravação do novo cd foi oficialmente anunciada em 19 de março de 2010.
Seu primeiro single foi a música ‘Say You Don’t Want It’, para a qual foi produzido um videoclipe em que a atriz Emma Watson, mundialmente conhecida, fez uma participação como par romântico de George. A música ficou em #23 lugar no UK Singles Chart e o álbum, treze posições depois, no #36 lugar do UK Albums Chart. Outros singles de estreia do álbum foram “Chemistry”, “Anything”, “Forget My Name”, , “Got It All Wrong” e “All I Want”.
ONO Wednesdays
Após o sucesso da sua turnê de Started a Fire em outubro de 2008, a banda publicou um vídeo deles mesmos jogando futebol no MySpace. O sucesso do vídeo foi tão grande que a banda decidiu postar um vídeo no seu perfil todas as quartas-feiras, mantendo assim, seus fãs informados e atualizados sobre o que a banda está fazendo no momento.

## Membros
Membros Atuais
- George Craig – vocal, guitararra (2003–atualmente)

George Craig, filho caçula de Richard e Louise Craig, nasceu no dia 11 de Julho de 1990 em Essex, Inglaterra. Mudou-se para a cidade de Helmsley - Yorkshire com cinco anos de idade e se juntou à One Night Only com treze anos, pouco depois de ela ser formada, para assumir o vocal e a guitarra após descobrir ter um talento para performances, atuando em uma produção teatral da escola. George obtinha níveis ótimos na escola em Yorkshire, porém abandonou a Ryedale School, quando a banda decolou. Convidado por Christopher Bailey, George também já atuou como modelo - da marca de roupas britânica Burberry- em algumas campanhas e desfiles. Atualmente ele está envolvido em um novo projeto, Clublad, um clube noturno criado em sociedade com seu amigo Jack Flanagan, que tem como missão lançar novas bandas e cantores do cenário musical britânico.
 Vida Pessoal
Em uma campanha de Outono/Inverno 2010 da famosa marca britânica Burberry George conheceu Emma Watson. Namoraram pouco mais de dois meses, nesse meio tempo Emma participou do clip de Say You Don't Want It, assim, ajudando a banda a ficar mais conhecida. George falou em entrevista para Ok! Magazine que ambos estavam realmente se esforçando para manter esse relacionamento em pé mas devido as agendas super-ocupadas o relacionamento teve fim em julho de 2010. Mas deixa claro que Emma é uma pessoa incrível e não perder a amizade dela é tudo que importa para ele. Alguns meses após o termino do namoro com Emma, George conheceu a cantora e modelo britânica Diana Vickers, vencedora do The X Factor (Reino Unido) 2008. Com quem manteve um relacionamento até começo de agosto, pouco tempo depois George começou a namorar a estilista e blogueira Megan Ellaby. 
- Daniel Parkin – baixo (2003–atualmente)

Daniel George Parkin, filho de Christopher e Patrícia Parkin e irmão mais novo de Emma Parkin, nasceu no dia 28 de Novembro de 1987 em Helmlsey, Inglaterra. Ele é o baixista da One Night Only e está na banda desde sua criação, em 2003.  Daniel se formou na Ryedale School em 2004, quando tinha 16 anos. E é mais conhecido por seus amigos como Pob, que pode ter diversos significados, porém, ninguém sabe ao certo o por quê dele ser chamado assim.
- Jack Sails – teclado, backing vocals (2005–atualmente)

Jack Sails, filho mais velho de John e Ann Sails e irmão de Joe Sails, nasceu no dia 10 de fevereiro de 1990 em Helmsley, Inglaterra. Ele entrou na banda em 2005, ocupando o lugar de tecladista  e DJ da One Night Only. Ele, assim como George, não se formou na Ryedale School por causa da banda, porém ainda vive na cidade Natal. Jack também é conhecido como Fish e é ele quem produz os vídeos da ONOWednesday.
- James Craig – baterista (2010–atualmente)

James Alexandre Craig, primogênito de Richard e Louise Craig, nasceu no dia 28 de   Janeiro de 1987 em Essex, Inglaterra. Formou-se na Ryedale School em 2003 e entrou na banda em Março de 2010, ocupando o lugar baterista (que anteriormente era de Sam Ford). Antes de entrar na One Night Only, James estava na banda Joe Lean & Jing Jang Jong e era conhecido como Bummer Jong.
- Jonny Howe - guitarrista (2014–atualmente)

Membros Antigos
- Kai Smith – guitararra (2003)
- Sam Ford – bateria (2003–2010)
- Mark Hayton – guitararra, backing vocals (2003–2014)  Mark Lee Hayton, filho caçula de John e Janet Hayton e irmão de Laura Hayton, nasceu no dia 29 de Setembro de 1987 em Helmsley, Inglaterra. Ele foi o guitarrista principal da One Night Only e estava na banda desde sua criação, em 2003. Mark se formou na Ryedale School em 2004 e atualmente trabalha para The 1975.

Informações retiradas de One Night Only Brasil

## Discografia

### Álbuns de estúdio
- Started a Fire (2008) #10 UK[1]
- One Night Only (2010) #36 UK[1]
- Where The Sleepless Go (2015)

### Singles
| Ano  | Single                                            | Posições | Posições | Álbum                                     |  |
| Ano  | Single                                            | UK       | NL       | Álbum                                     |  |
| ---- | ------------------------------------------------- | -------- | -------- | ----------------------------------------- |  |
| 2007 | "You and Me"                                      | 46       | -        | Started a Fire                            |  |
| 2008 | "Just for Tonight"                                | 9        | 4        | Started a Fire                            |  |
| 2008 | "It's About Time"                                 | 37       | -        | Started a Fire                            |  |
| 2008 | "You and Me" (re-lançamento)                      | 55       | -        | Started a Fire                            |  |
| 2010 | "Say You Don't Want It"                           | 23       | -        | One Night Only                            |  |
| 2010 | "Chemistry"                                       | -        | -        | One Night Only                            |  |
| 2011 | "Can You Feel It Tonight"                         | -        | -        | Coca-Cola Original 2011 Europe Soundtrack |  |
| 2011 | "Can You Feel It Tonight / Vem Curtir Essa Noite" | -        | -        | Feat. NX Zero                             |  |
| 2012 | "Long Time Coming"                                |          |          |                                           |  |
| 2014 | "Get Around To It"                                |          |          | Where The Sleepless Goes                  |  |
| 2014 | "Plasticine"                                      |          |          | Where The Sleepless Goes                  |  |
| 2015 | "Luck That Keeps You Guessing"                    |          |          | Where The Sleepless Goes                  |  |
| 2015 | "Wolves"                                          |          |          | Where The Sleepless Goes                  |  |